# Ullholm
Ullholm är en ö i Åland (Finland). Den ligger i Skärgårdshavet och i kommunen Vårdö i landskapet Åland, i den sydvästra delen av landet. Ön ligger omkring 34 kilometer nordöst om Mariehamn och omkring 250 kilometer väster om Helsingfors.
Öns area är 12,2 hektar och dess största längd är 0,5 kilometer i nord-sydlig riktning.
Runt Ullholm är det mycket glesbefolkat, med 5 invånare per kvadratkilometer.